# Суперкуп Европе 1977.
Суперкуп Европе 1977. године био је фудбалски меч који се играо у две утакмице између немачког тима Хамбургер и енглеског тима Ливерпул. Прва утакмица одиграна је на Волкспаркстадиону у Хамбургу 22. новембра 1977. године, док је друга одиграна 6. децембра 1977. године на Енфилду у Ливерпулу. Меч Суперкупа Европе био је између победника Купа победника купова у фудбалу и Лиге шампиона. Оба тима су по први пут учествовала у овом такмичењу.
Тимови су се квалификовали за такмичење освајањем Купа победника купова у фудбалу и Лиге шампиона. Хамбург је освојио Купа победника купова 1976/77, победивши белгијски тим Андерлехт са 2:0 у финалу. Ливерпул се квалификовао освајањем Лиге шампиона 1976/77, победивши немачки тим Борусију Менхенгладбах са 3:1 у финалу.
Утакмицу на Волкспаркстадиону посматрало је 16.000 гледалаца, а Хамбург је повео у првом полувремену прве утакмице голом Фердинанда Келера. У другом полувремену Давид Ферклауф је изједначио резултат на 1:1, што је остао коначан резултат утакмице. Пред публиком од 34.391 гледаоца, Ливерпул је у реваншу на Енфилду повео голом Фила Томпсона у 21. минуту. Хет-трик Терија Макдермота и по један гол Кенија Далглиша и Давида Ферклауфа донели су убедљиву победу Ливерпулу од 6:0.
Ливерпул је тако освојио своју прву титулу у Суперкупу Европе укупним резултатом 7:1.

## Позадина
Суперкуп Европе основан је раних 1970-их као начин да се одреди најбољи тим у Европи и као изазов за Ајакс, најјачи клуб свог времена. Предлог холандског новинара Антона Виткампа, да се организује фудбалски меч између освајача Купа победника купова у фудбалу и Лиге шампиона, није добио подршку УЕФА-е, јер је тадашњи победник Купа победника купова, Ренџерс, био суспендован из европских такмичења. Ипак, Виткамп је наставио са својом визијом, те је у јануару 1973. организовао двомеч између Ајакса и Ренџерса. Годину дана касније, такмичење је добило званично признање и подршку УЕФА-е.
Ливерпул се квалификовао за Суперкуп као победник Купа европских шампиона 1976/77. Они су у финалу победили немачки тим Борусију Менхенгладбах са 3:1, освојивши по први пут овај трофеј. То је био први наступ Ливерпула у Суперкупу. Хамбургер се квалификовао као победник Купа победника купова 1976/77. Победом од 2:0 против Андерлехта, освојили су овај трофеј по први пут. И за Хамбург је ово био први наступ у Суперкупу.
Оба тима су у време одигравања мечева били усред својих домаћих лига. Ливерпул је у последњем мечу пре прве утакмице играо нерешено 1:1 против Бристол Ситија, што их је оставило на шестом месту у Фудбалској лиги 1977/78. Хамбург је у последњем мечу пред прву утакмицу изгубио од Борусије Дортмунд са 2:1 у Бундеслиги 1977/78.
Један од интересантних аспеката ових мечева био је што је нападач Хамбурга, Кевин Киган, играо против свог бившег клуба, који је напустио претходне сезоне. Киган је прешао у Хамбург за 500.000 фунти након успеха Ливерпула у Купу европских шампиона. Киган је био уверен у шансе Хамбурга пред утакмицу: „Почињемо да улазимо у форму. Ливерпул је, с друге стране, физички и ментално уморан. Људи заборављају да су и они само људи. Вероватно бих изгубио своју оштрину да сам остао.”

## Прва утакмица
У првом мечу није било много прилика за постизање гола, а сам дуел је описан као „баналан и неавантуристички“ од стране Патрика Барклеја из листа The Guardian. Ливерпул је имао неколико шанси преко Џимија Кејса, Реја Кенедија и Давида Ферклафа, али ниједну од њих није успео да искористи. Фердинанд Келер је пропустио прилику да постигне гол након ударца главом, али је у 29. минуту постигао гол. Клаус Закик је додао лопту Келеру, чији је ударац прошао поред голмана Ливерпула, Реја Клеменса, чиме је Хамбург повео са 1–0. Три минута касније, Џои Џоунс је замењен Томмијем Смитом након што је задобио повреду бутног мишића покушавајући ударац са велике дистанце.
Прву шансу у другом полувремену имао је Ферклаф, који је добио лопту на левој страни терена, али није успео да постигне гол. Након тога, у 58. минуту, везни играч Џими Кејс замењен је нападачем Давидом Џонсонном. Хамбург је направио две замене у 63. и 64. минуту, када су Андреас Каров и Хорст Бертл заменили Манфреда Калца и Феликса Магаха. У 65. минуту, Ливерпул је изједначио резултат. Први додир Бертла са лоптом био је ударцем главом са центаршута Кенија Далглиша, што је збунило голмана Хамбурга, Јиргена Старса, а Ферклаф је искористио ту ситуацију и головима изједначио на 1–1.
Према Барклеју, овај гол је „подигао Хамбург до највеће анимираности“ у утакмици, али су касније Клеменс и Старс имали добре одбране. Клеменс је одбранио ударац Арноа Штефенхагена, док је Старс зауставио шансу од Далглиша. У једном тренутку, Џонсон није успео да претвори Далглишев центаршут са 4,6 m, јер је његов ударац прошао преко пречке. После утакмице, менаџер Ливерпула, Боб Пајсли, изразио је задовољство резултатом, рекавши да је био „прилично задовољан“ и да је „то било охрабрујуће издање“. Он је додао да не оцењује Хамбург као јаку екипу и да их није сматрао претерано опасним ни када су се састали у пријатељској утакмици током предсезоне. Напротив, Кевин Киган, нападач Ливерпула, није био задовољан перформансама Хамбурга, рекавши да су били „патетични“ и да су, упркос добрим играма у претходним недељама, у овом мечу играли „ужасно“. Иако се радовао повратку на Анфилд, изразио је мешовите осећаје у вези са резултатом, додајући да би, да је Ливерпул водио са 5–0, био потпуно задовољан.

## Друга утакмица
Ливерпул је повео на утакмици у 21. минуту када је, након корнера Стива Хајвеја, лопта дошла до Фила Томпсона чији је ударац отишао од стативу у гол и донео Ливерпулу предност. Ливерпул је повећао своје вођство у 40. минуту када је Тери Мекдермот примио пас од Кенедија грудима и постигао гол са десне стране казненог простора. Хајвеј је замењен са Џонсонном на почетку другог полувремена, а десет минута касније Ливерпул је постигао трећи гол. Мекдермот је поново био стрелац, након што је пресекао лопту и потрчао дуж десне стране терена пре него што је његов ударац завршио у горњем десном углу гола Хамбурга. Минут касније, Мекдермот је постигао свој трећи гол и четврти за Ливерпул након што је примио пас од Кенедија са леве стране терена. Мекдермот је постао први играч који је постигао хет-трик у Суперкупу Европе. Ливерпул је у последњим минутима додао још два гола, када је Фериклоух постигао гол главом, а Далглиш је постигао шести гол две минуте касније. Ливерпул је победио резултатом 6–0, а са укупним резултатом 7–1 осигурао своје прво освајање Европског Суперкупа.

## Након утакмице
Киген је похвалио свој бивши тим после другог меча: „Чуо сам да Ливерпул није играо најбоље, али са места на којем сам стајао и гледао, није се чинило да нешто није у реду с њима. Нису имали никакве пукотине и изгледали су чврсто, ако не и чвршће него раније.“ Мекдермот је био чврст у тврдњи да је његова изведба на другом мечу била прекретница у његовој каријери у Ливерпулу: „Неко је био повређен, мислим да је то можда био Иан Калахан. Померен сам са своје позиције на десном крилу. Постигао сам хет-трик и увек се сећам како ми је Џон Тошак рекао: 'То је твоја позиција.' Открио сам самопоуздање од Тошакових речи. Он вероватно неће то запамтити, али ја хоћу.“
Након освајања Суперкупа, Ливерпул је наставио такмичење у Европском купу за сезону 1977–78. Достигли су финале где су се састали са клубом Бриеж, утакмицу коју су добили са 1–0 и тако задржали титулу коју су освојили претходне сезоне. Међутим, нису успели да освоје титулу у Првој дивизији 1977–78, завршивши на другом месту, са седам поена заостатка за будућим шампионом Нотингем Форестом.
Хамбург је био елиминисан у другом колу Купа победника купова 1977–78 од будућих освајача, Андерлехта из Белгије. У Бундеслиги 1977–78 завршили су на десетом месту, са 14 поена заостатка за првопласираним  ФК Келном.